# Тимофеев, Николай Михайлович
Николай Михайлович Тимофеев (6 января 1951, Челябинск — 8 января 2011) — советский футболист, нападающий.
Воспитанник ДСШ ГОРОНО Челябинска, тренер А. А. Пономорев. В первенстве СССР играл во второй группе класса «А» (1969 — D2 , 1970 — D3), первой (1971, 1974—1975), высшей (1972—1973, 1976) и второй (1977—1978) лигах за «Локомотив» Челябинск (1969—1970),
«Локомотив» Москва (1971—1972), «Динамо» Минск (1973—1976), «Сигнал» Челябинск (1977—1978). В чемпионате СССР провёл 72 матча, забил три гола.
В 1977 году играл также в чемпионате Белорусской ССР за «Селену» Молодечно.